# Quicksilver Messenger Service
Quicksilver Messenger Service («Молниеносная служба доставки») — американская рок-группа, образованная в Сан-Франциско в 1965 году и ставшая одной из ведущих на психоделической сцене второй половины 1960-х годов. Будучи по сути джэм-бэндом, Quicksilver Messenger Service не достигли коммерческого успеха, который сопутствовал Jefferson Airplane и The Grateful Dead, но стали важной составляющей частью движения и его новаторским звеном, используя в своих импровизациях элементы фолка, джаза и классической музыки.

## История группы
В первый состав Quicksilver Messenger Service вошли Джон Чиполлина, вокалист Джим Мюррей (англ. Jim Murray) и присоединившиеся к ним вскоре бас-гитарист Дэвид Фрайберг (англ. David Freiberg), ударник Грег Элмор (англ. Greg Elmore) и гитарист Гэри Дункан (англ. Gary Duncan). Одним из основателей группы, однако, считается Дино Валенте (англ. Dino Valente), который почти сразу же после её образования был арестован с марихуаной. Валенте провел два года в тюрьме и присоединился к составу лишь в 1971 году.
Quicksilver Messenger Service дебютировали в 1965 году, после чего стали регулярно гастролировать по клубам и концертным залам Сан-Франциско и его окрестностей, формируя себе мощную поддержку, но при этом отказываясь от предложений записаться. Лишь в конце 1967 года группа подписала контракт с Capitol Records и записала дебютный (именной) альбом — уже без Мюррея, к этому времени покинувшего состав.
Второй альбом Happy Trails (1969) был записан на концерте. После его выпуска Дункана в составе группы заменил британский сессионный клавишник Ники Хопкинс, который провел в QMS два года. К моменту выхода третьего альбома Shady Grove (1970) Дункан вернулся, как и Валенте: секстетом группа записала два альбома: Just for Love и What About Me. После того, как из группы ушли Чипполина, Фрайберг и Дункан, Элмор с приглашенными музыкантами записал еще два альбома.
Quicksilver Messenger Service распались в 1975 году, после чего несколько раз собирались вновь в разных составах — инициатором воссоединений был каждый раз Дункан. В 2006 году он и Фрайберг очередным реюнионом отметили 40-летие коллектива и вышли в турне. Quicksilver Messenger Service продолжают давать концерты, нередко в связке с Jefferson Starship.

## Дискография

### Альбомы
- Quicksilver Messenger Service (1968)
- Happy Trails (1969)
- Shady Grove (1969)
- Just for Love (1970)
- What About Me (1970)
- Quicksilver (1971)
- Comin' Thru (1972)
- Solid Silver (1975)
- Maiden of the Cancer Moon (2-LP, 1983, концертный альбом)
- Peace By Piece (1986)
- Shape Shifter Vols. 1 & 2 (1996)
- Live at Fieldstone (1997)
- Shapeshifter Vols. 3 & 4 (2006)
- Strange Trim (2006)
- At the Kabuki Theatre (2-CD, 2007)
- Live at the Avalon Ballroom, San Francisco, 9th September 1966 (CD, 2008)
- Live at the Avalon Ballroom, San Francisco, 28th October 1966 (CD, 2008)
- Live at The Fillmore, San Francisco, 4th February 1968 (2-CD, 2008)
- Live at The Fillmore, San Francisco, 6th February 1968 (CD, 2008)
- Live at The Carousel Ballroom, San Francisco, 4th April 1968 (2-CD, 2008)

#### Сборники
- Revolution (саундтрек, 1968, вместе с Steve Miller Band и Mother Earth)
- Quicksilver Anthology (1995)
- Sons of Mercury 1968-75 (1991)
- Unreleased Quicksilver Messenger Service — Lost Gold and Silver (2-CD, 1999)
- Classic Masters (Remastered, 2002)

### Синглы
- 1967 — «Pride of Man»
- 1968 — «Dino’s Song»
- 1968 — «Stand By Me»
- 1969 — «Holy Moly»
- 1969 — «Who Do You Love»
- 1969 — «Shady Grove»
- 1970 — «Fresh Air»
- 1971 — «What About Me»
- 1971 — «I Found Love»
- 1972 — «Changes»
- 1975 — «Gypsy Lights»